# Куррал-ди-Сима
Куррал-ди-Сима (порт. Curral de Cima) — муниципалитет в Бразилии, входит в штат Параиба. Составная часть мезорегиона Зона-да-Мата-Параибана. Входит в экономико-статистический микрорегион Литорал-Норти. Население составляет 5238 человек на 2016 год. Занимает площадь 85,096 км². Плотность населения — 61,21 чел./км².

## Статистика
- Валовой внутренний продукт на 2003 год составляет 13 569 062,00 реалов (данные: Бразильский институт географии и статистики).
- Валовой внутренний продукт на душу населения на 2003 год составляет 2464,41 реалов (данные: Бразильский институт географии и статистики).
- Индекс человеческого развития на 2010 год составляет 0,529 (данные: Программа развития ООН)[2].